# Museu de Gruuthuse
El Museu de Gruuthuse, en neerlandès Gruuthusemuseum, és un museu d'història i d'arts aplicades a Bruges (Bèlgica), al costat dels Museus Groeninge i Arentshuis, dedicats a les belles arts.

## Col·lecció

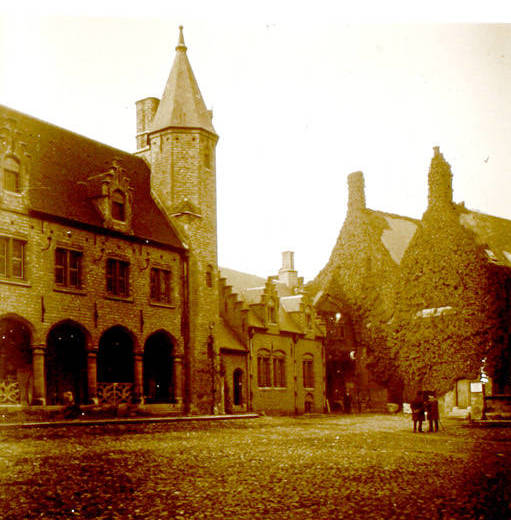
El museu en una imatge d'entre 1920 i 1930

La col·lecció conté punta de coixí i d'agulla, orfebreria, mobles, ceràmica i estris de la vida quotidiana. També il·lustra la vida d'un família de burgesos rics de Bruges del segle xv al XIX. Destaquen la sala d'honor amb els seus tapissos, la llar luxuosa i les bigues amb decoració policroma i la capella privada amb balcó que dona directament al cor de la col·legiata de la Mare de Déu, un afegit al palau encarregat per Lluís de Gruuthuse.
De juliol 2014 fins al 2018 el museu queda tancat per a una restauració i una reorganització completa de la col·lecció.

## Història

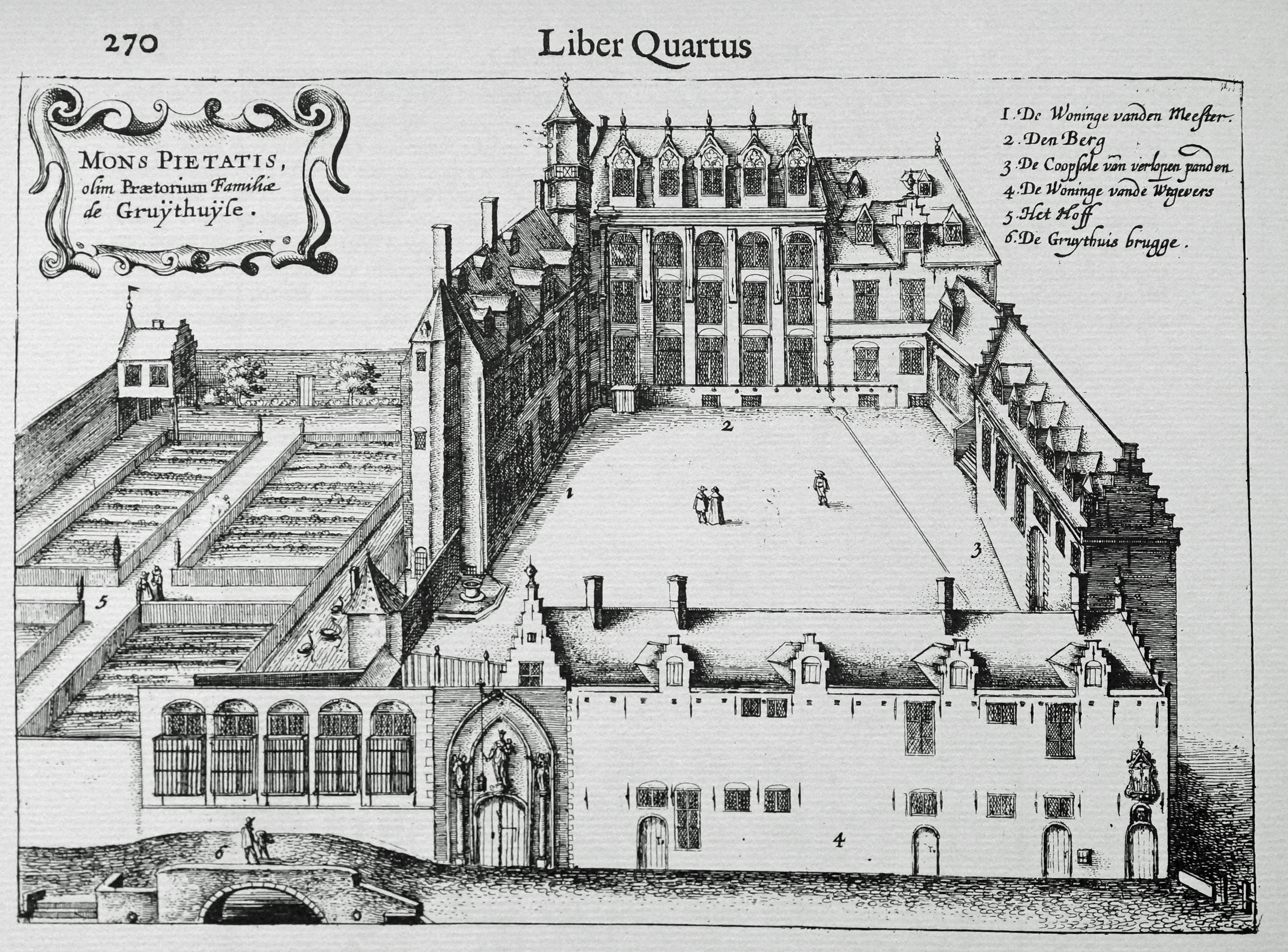
El mont de pietat a l'«olim Prætorium Familiæ de Gruÿthuÿse» poc abans de 1641 per Antoon Sanders, gravat de Hendrik Houdins.

L'edifici era el palau urbà de la nissaga dels de Bruges, de la qual Lluís de Gruuthuse, també anomenat Lluís de Bruges (1427-1492), era el més conegut. A l'inici del segle xv, els seus pares van transformar el magatzem de gruut, un ingredient essencial per a la fabricació de la cervesa a base de murta de Brabant. Des del segle xiii en tenien el monopoli per privilegi comtal i va ser la font de la seva riquesa. Lluís va eixamplar el casal amb l'ala meridional i la capella privada, connectada amb la col·legiata. El 1596, Felip IV de Castella va comprar l'edifici i donar-lo el 1623 a l'arquitecte Venceslau Cobergher per fer-ne un mont de pietat.
El 1856, l'arquivista de l'estat Felix d'Hoop va crear a Bruges la Société Archéologique que aviat va reunir una rica col·lecció d'objectes artístiques o arqueològiques. El 1876 el consistori de Bruges compra el Palau de Gruuthuse. L'arquitecte de la ciutat, Louis Delacenserie, va dissenyar els plans de restauració en l'esperit historitzant promogut per Eugène Emmmanuel Viollet-le-Duc. La reforma i reconstrucció es va fer del 1883 al 1895 i va tornar a l'edifici l'aspecte que hauria pogut tenir al segle xv, en basar-se en documents iconogràfics d'època, com la Flandria illustrata de Sanderus i sense guardar les múltiples transformacions i afegits ulteriors. L'interior va ser creat en estil neogòtic. Després de la restauració s'hi exposa la col·lecció de la Société Archéologique i el 1955 esdevé el museu d'història de la ciutat, que va comprar la col·lecció i desenvolupar el museu. El 2006-2007 es va començar una nova fase de restauració de les façanes exteriors i des del 2014 es refà l'interior.